# Sam De Grasse
Samuel Alfred De Grasse (12 de junio de 1875-29 de noviembre de 1953) fue un actor cinematográfico canadiense.  

## Biografía
Nacido en Bathurst, Nuevo Brunswick (Canadá), en un principio estudió para ejercer como dentista.  
En 1904 se casó con Annie McDonnell, con la que tuvo una hija, Clementine Bell, nacida en 1906. Annie falleció en 1909, probablemente durante el parto de otra hija, Olive. En 1910 De Grasse ejerció la odontología, y él y Clementine vivían en Providence (Rhode Island), junto a la hermana mayor del actor, también llamada Clementine y el hijo de ésta, Jerome Fauchy, de 14 años de edad. 
Más adelante se casó con la actriz británica Ada Fuller Golden, con lo cual pasó a ser el padrastro de tres hijos. Su hermano mayor, Joe De Grasse entró en el mundo cinematográfico, entonces en sus inicios, y Sam decidió también probar suerte. Por ello viajó a la ciudad de Nueva York, y en 1912 actuó en su primera película.
En un principio De Grasse interpretaba los papeles secundarios habituales y, cuando la también canadiense Mary Pickford montó un estudio propio junto a su marido, Douglas Fairbanks, se sumó a la empresa. Así, fue el malvado Juan I de Inglaterra en el film de Fairbanks de 1922 Robín de los bosques. Tras ello empezó a especializarse en la caracterización de personajes villanos.  
Sam De Grasse vivió en la Costa Oeste de los Estados Unidos hasta el momento de su muerte, ocurrida en 1953 en Hollywood por un ataque al corazón. Fue enterrado en el Cementerio Forest Lawn Memorial Park de Glendale (California).
De Grasse fue tío del exitoso cineasta Robert De Grasse.

## Selección de su filmografía
- El nacimiento de una nación  - (1915)
- The Good Bad Man (El ladrón generoso)  - (1915)
- An Innocent Magdalene - (1916)
- Intolerancia -  (1916)
- Diane of the Follies - (1916)
- Jim Bludso - (1917)
- Wild and Woolly  -  (1917)
- The Empty Gun - (1917)
- An Old Fashioned Young Man  - (1917)
- Anything Once (1917)
- The Scarlet Car (1917)
- A Woman's Fool - (1918)
- The Exquisite Thief -  (1919)
- Blind Husbands  - (1919)
- The Devil's Pass Key (La ganzúa del diablo) (1920)
- Robín de los bosques  -  (1922)
- The Spoilers  - (1922)
- Forsaking All Others  -  (1922)
- The Courtship of Miles Standish (1923)
- Slippy McGee   -  (1923)
- Painted People  -  (1924)
- The black pirate (El pirata negro) (1926)
- The Eagle of the Sea (1926)
- The Fighting Eagle (Águilas triunfantes)  -  (1927)
- El rey de reyes  -  (1927)
- Our Dancing Daughters (Vírgenes modernas)  -  (1928)
- El hombre que ríe -  (1928)
- Wall Street   -  (1929)
- Captain of the Guard  -  (1930)